# Амалия фон Пфалц-Мозбах
Амалия фон Пфалц-Мозбах (на немски: Amalie fon Pfaz-Mosbach; * 1433; † 15 май 1483) от династията Вителсбахи, е пфалцграфиня от Пфалц-Мозбах и чрез женитба графиня на Ринек, Грюнсфелд, Лауда и Вилденщайн.

## Произход
Тя е втората дъщеря на пфалцграф Ото I фон Пфалц-Мозбах (1390 – 1461) и съпругата му принцеса Йохана Баварска (1413 – 1444), дъщеря на Хайнрих XVI Богатия от Бавария-Ландсхут. Сестра е на пфалцграф Ото II († 1499), Рупрехт, епископ на Регенсбург (1457 – 1465), Албрехт, епископ на Страсбург (1478 – 1506) и на Маргарета (1432 – 1457), омъжена на 11 юли 1446 г. за граф Райнхард III фон Ханау.

## Фамилия
Амалия се омъжва за граф Филип I фон Ринек Стари цу Грюнсфелд, Амт Лауда и Вилденщайн (* ок. 1435; † 5 декември 1488), син на граф Томас II фон Ринек († 1431) и графиня Катарина фон Ханау († 1460). Те имат една дъщеря:
- Доротея фон Ринек-Грюнсфелд-Лауда (* ок. 1440; † 24 март 1503), омъжена I. на 2 октомври 1467 г. за ландграф Фридрих IV фон Лойхтенберг († 1487), II. за граф Еразмус фон Вертхайм († 1509)